# José Manuel Pérez de Vega
José Manuel Pérez de Vega (Valencia, 10 de mayo de 1947) es un deportista español que compitió en bobsleigh en las modalidades doble y cuádruple.
Ganó una medalla de plata en el Campeonato Europeo de Bobsleigh de 1970, en la prueba cuádruple (junto con Eugenio Baturone, José Cano y Guillermo Rosal). Participó en los Juegos Olímpicos de Grenoble 1968, ocupando el 13.er lugar en la prueba doble y el 19.º en la cuádruple.

## Palmarés internacional
| Campeonato Europeo | Campeonato Europeo         | Campeonato Europeo | Campeonato Europeo |
| Año                | Lugar                      | Medalla            | Prueba             |
| ------------------ | -------------------------- | ------------------ | ------------------ |
| 1970               | Cortina d'Ampezzo (Italia) | Medalla de plata   | Cuádruple          |